# Хван Оксиль
Хван Оксиль (кор. 황옥실, род. 25 марта 1972) — северокорейская шорт-трекистка, призёр Олимпийских игр.

## Биография
Родилась 25 марта 1972 года. В 1992 году завоевала бронзовую медаль Олимпийских игр в Альбервиле.